# 再販売価格維持
再販売価格維持（さいはんばいかかくいじ、英語: resale price maintenance、ドイツ語: Bindung der Wiederverkaufspreise）は、生産者・供給者が取引先である事業者に対して転売する価格（再販売価格）を、あらかじめ決定し指示し遵守させることをいう。再販売価格維持行為（再販行為）、再販売価格の拘束ともいう。商品の供給元が小売業者の売価変更を許容せず、定価販売を指示すること。
互いに競争関係にある複数の生産者あるいは販売業者が、利潤の増大・確保のため競争制限を目的として協定を結ぶことを
「横の結合」あるいは「水平的結合」「水平的カルテル」と呼ぶが、再販売価格維持は生産者、卸、小売業者の間で「垂直」に行われる「縦の価格拘束」（英：vertical price fixing、独：vertikale Preisbindung）であるために、「縦の結合」「垂直的カルテル」と呼ばれることがある。
再販売価格維持は、流通段階の自由で公正な競争を阻害し、需要と供給の原則に基づく正常な価格形成を妨げて消費者利益を損なうため、資本主義経済国家の多くは、独占禁止法で原則禁止している。例外的に一部商品は一定要件で再販行為を容認している場合があり、再販制度と通称する。

## 効果

### 社会全体への影響
需要に応ずる価格形成は停滞、販売数量は減少、市場は縮小、顧客は隣接する中古などの市場へ流出し、社会的余剰は減少する。
ブランド内の競争は減少するが、ブランド間の競争は激化し、社会的余剰の減少を確約しない。寡占的市場は企業の協調行動によりブランド間で競われない。
競争が不要であるために非効率的な取引慣行が温存されやすく、流通の合理化は進捗しない。
経済学者のホテリングによれば、製品差別化は行われず、類似性が高い商品が店頭に並ぶ。

### 生産者・小売業者への影響
メーカーは、再販分で超過利潤を得て、小売の価格競争が回避され、卸価格が安定し、利益の変動を抑制する。再販は最低利潤が保証される場合が多く、小規模の小売業者は薄利多売を回避する利点がある。
売価を有効に設定すれば、数量の下落と単価の上昇が均衡して、生産者余剰を増加させる。

### 消費者への影響
消費者は、安価な購入手段を得られず、定価が限界効用を上回る場合は買い控え、消費者余剰は減少する。

## 実施主体
売価の設定は顧客の誘引に重要で、有力な小売業者は再販で価格決定権が奪われることを好まず、可能な限り商品を代替して回避を図るため、再販の実施に
- 商品の差別化に成功
- 製造が大規模
- 市場が非競争的、閉鎖的、寡占的

などが要件となる。

## 類型
本制度は、再販行為を義務付けておらずに任意であり、メーカーや販売業者らが取り決めて運用できる。
時限再販
一定の期間が経過した商品を再販契約の対象から除外する。対義語は「永久再販」。
部分再販
一部の商品を再販契約の対象から除外する。対義語は「包括再販」。
値幅再販
一定の値引き販売を許容する。対義語は「確定再販」。
販売業者がポイントサービスを採用する例があるが、これは値幅再販に近い。

## 各国の状況
書籍は、OECD加盟国の調査対象26か国のうち18か国が定価 (Fixed Book Price) 制度を採用している。その他、個別の状況を以下に記す。

### 日本
日本は、再販行為が私的独占の禁止及び公正取引の確保に関する法律（独占禁止法）2条第9項の不公正な取引方法に該当するとして、原則として禁止されている。例外として、著作物（書籍・雑誌・新聞・音楽ソフト（レコード・カセットテープ・音楽用CD）のメディア四品目）および公正取引委員会（公取委）の指定を受けた商品（「指定再販商品」）がある。
再販行為の認定は正当な理由が要件で、再販行為が一般消費者の利益を不当に害する場合、販売業者が生産者の意に反してする場合は認められない。業界団体が会員企業に再販行為を強制、非再販商品の発売を禁止、などは、日本レコード協会の事例から8条に違反とされる。
共済組合や生活協同組合は独禁法第23条5項の規定により再販契約を遵守する義務を負わず、大学生協などは再販商品も値引が可能である。
再販行為の実施は、メーカーや販売業者らが再販価格維持契約（再販契約）を締結して公取委へ届出が要件とされ、通常は商品ごとに契約を要する。
実質的にメーカーが販売していると認められる、いわゆる委託取引の場合、一定の要件を満たしていれば再販行為を行っても通常は違法とされない。自らが在庫リスクおよび売れ残りのリスクを負担して取引しており、メーカーが直接消費者に商品を販売していることと同視できることから、契約自由の原則で価格決定の自由を認めても自由競争を減殺する怖れがない。アパレル分野などの高級ブランドは、委託取引方式や直営店を通じた販売方式を採用して、上記以外の商品分野で価格統制している。
なお、たばこはたばこ事業法に基づき財務大臣の認可を受けた小売定価以外での販売が禁止されている（第33条から第37条）。

#### 適用商品
独占禁止法で例外的に再販行為が容認されている商品は、「著作物」と公取委の指定を受けた「指定再販商品」の2種類である。著作物の再販を指定再販に対して「法定再販」と称すると、著作物の再販は法で強制されていると誤解され易く、「著作物再販」の表現がより確実である。
再販行為を行ってよい著作物の範囲は独占禁止法の条文上限定はない。一方で、公正取引委員会はその範囲を限定的に解釈しており、平成4年4月15日公表文「レコード盤，音楽用テープ及び音楽用CDの再販適用除外の取扱いに関する公正取引委員会の見解」において、昭和28年の再販制度導入時に定価販売慣行があった書籍、雑誌、新聞及びレコード盤の4品目並びにレコード盤と機能・効用が同一である音楽用テープ及び音楽用CDの2品目の計6品目のみが再販行為可能な著作物であるとしている。この公正取引委員会の解釈に従えば、映像ソフト（ビデオ、DVD、ブルーレイディスク）、音楽ソフトでも法令に明示していないパッケージソフト（Super Audio CD・DVD-Audioのみで構成される単体ソフト）、コンピュータソフト（「ソフトウェア」と呼ばれるもの）、ゲームソフト、ならびにインターネットからのダウンロード形式により販売される電子データ・電子書籍といったものは再販行為を行ってはならないということになる。
指定再販商品は、2005年現在で指定されていない。かつては1953年から1959年にかけて、おとり廉売からブランドを守る目的で、化粧品、毛染め、歯磨き、家庭用石けん・合成洗剤、雑酒、キャラメル、医薬品、写真機、ワイシャツの9商品が指定され、「品質が一様であることを容易に識別することができるもの」「一般消費者により日常使用されるもの」「自由な競争が行われているもの」の条件に該当すれば、公正取引委員会に契約内容を届け出れば再販売価格維持ができた。当時、物価高騰の原因に再販制度の弊害が指摘されて消費者の批判が増加し、1966年以降徐々に指定が取り消され、1997年3月31日に化粧品と医薬品が最後に指定を廃止された。

#### 再販制度の主旨
再販制度は占領終了直後の1953年の独禁法改正で導入された。当時、指定再販商品制度の導入を求めて化粧品業界が熱心に働きかけたことがわかっている。
指定再販の趣旨は当時の国会審議によると、商品ブランドのイメージ低下をもたらすおとり廉売や乱売を事前に規制することにあった。しかし、現在は、
- おとり廉売や乱売は独禁法により事後規制が可能であること
- メーカーが成長してブランドが確立されていること
- 再販制度の弊害が目立つこと

などの理由から認められておらず、指定再販制度は1997年の指定全廃以来死文化している。
再販制度の趣旨は、制定当時の資料が少なく明確ではない。当時の国会審議は化粧品・医薬品の指定再販の導入が主な論点で著作物にほとんど言及がなく、関係業界が陳情した形跡もない。後に研究者らが推測した。
商行為追認説
戦前から著作物の定価販売が消費者になじみ深かったからとする説。戦前の定価販売はカルテルによって実施されていたので、独禁法の趣旨に反して積極的に法定するほどの理由としては弱い。
弊害希薄説
定価販売下でも出版社は多数存在し新規参入も活発だったから弊害は少ないとする説。近年では取次の寡占が進んで弊害が現れているとされており、説得力を持たない。
文化的配慮説
著作物の多様性を維持し、文化の保護を図るためとする説。
西独模倣説
当時の西ドイツ（ドイツ連邦共和国）の競争制限禁止法の草案では商標品と出版物が再販制度の対象となっていたため、それを模倣したとする説。適用範囲に「出版物」ではなく、より定義の広い「著作物」として音楽ソフトを含めた理由が分からない。
化粧品主導説
化粧品に指定再販を導入するにあたり説得力に欠けるため、著作物も含めてカモフラージュしたとする説。
これらの説のうち、関係業界は文化的配慮説の線で主張する場合が多い。
有力な生産者または販売業者が、小売業者の価格競争を制限し、安定した利潤を確保するために実施する事例が多い。

#### 各論
政府は競争政策上の観点から再販制度の見直しを進めており、知的財産推進計画では非再販商品の流通拡大や主に出版物を対象とした時限再販の積極採用を謳う項目が2004年度から存在する。

##### 書籍・雑誌
書籍や雑誌については、販売業務委託契約と、売れ残りの買取り保証付の販売契約が行われている。書籍で再販制度による委託販売制度といった場合は、売れ残りの買取り保証付の販売契約による販売形態をさす。書店は、売れ残りの買取り条件に組み込まれている再販売価格維持契約により、書籍・雑誌を定価で販売しなければならないが、売れ残りの買取り保証により、一定期間が過ぎても商品が売れ残った場合、商品を出版取次に返品することができる。
書店は、返品が保証されることにより、在庫抱え込みリスクが軽減されることで、需要の多くない専門書等でも店頭に並べることができ、世界でも類をみない小部数で多様な書籍が刊行されている。
小学館・講談社等の出版物については責任販売制とともに、再販制度が適用されていない出版物も一部存在する。その他の出版物については基本的に定価で販売されているが、再販制度の弾力的運用を図るため、
- 期間を区切って非再販本フェアを開催
- 雑誌の時限再販
- 雑誌の定期購読者割引

等を行っている事業者もある。
ポイントカードを採用している書店もある。かつて書店組合では「ポイントカードは実質的な値引きであり再販契約違反だ」として反対していたものの、公取委は値引きであるものの消費者利益に資するとして容認している。
電子書籍では、書店側に在庫が発生しないため、売れ残りの買取り保証を前提とした再販売価格維持ができなくなっている。日本出版者協議会は、紙の出版物との価格バランスと収益確保のために、電子書籍にも再販売価格維持契約の適用を求めているが、公正取引委員会は独占禁止法上の原則から違法としている。そのため、電子書籍では出版社側がつけた価格で販売を行うために、出版社が直接販売を行ったり、販売業務委託契約により販売の主体を出版社または出版取次業者とすることで、書店に販売業務を委託して販売したりする販売形態になっていることが多い。

##### 新聞
新聞は再販制度と合わせ新聞特殊指定により差別定価や定価割引が原則として禁止されていることから、全国一律価格で販売されている。
売店等で販売する場合、原価率8割（販売者の手数料収入は2割）と決められている。ただし取扱いが多い場合販売者に対し販売報奨金を出すことがある。売れ残った場合は返品できる。

##### 音楽ソフト
2006年現在、音楽ソフトでは時限再販（6ヶ月）や部分再販が採用されている。ただ音楽ソフトは売上が一部の商品に集中し、かつ殆どの場合は発売直後に売上が集中する商品特性があるため、時限再販や部分再販の影響はほとんど無いと考えられている。
次世代の音楽メディア規格であるSuper Audio CDやDVD-Audioや、インターネットでの音楽配信については、再販制度の適用外である。このためレコード会社は、これら次世代規格への移行に消極的で、コピーコントロールCDで音楽CD規格の延命を図っていた。またCDにDVD-Videoをセットにして再販商品として定価で販売していた事があったが、これは公正取引委員会により違法と指摘され、現在は初版限定版などの特殊なものを除き、再販商品としては販売していない。
2006年に日本国政府・知的財産戦略本部のコンテンツ専門調査会は、
- 日本以外の国家では既に廃止されていること
- CDアルバムの価格（1枚3,000円前後）が、欧米諸国の平均価格（1枚1800 - 2200円）に比して、著しく高額である[注 3]こと
- 2004年に施行された音楽レコードの還流防止措置（いわゆるレコード輸入権制度）との「二重保護」状態に対する批判が強まっていること[注 4]
- 旧来型のビジネスモデルに固執し、インターネットを通じた音楽配信への進出に、消極的なレコード会社の姿勢を改めさせること

などを背景に、音楽ソフトの再販制度廃止を公正取引委員会に勧告する方針を出した。
音楽業界はこれに反対し、4月に実施されたパブリックコメントで再販制度維持を訴える大量の組織票を投下した。公取委は、新聞特殊指定廃止を優先課題に掲げ「現時点で音楽ソフトだけ再販を廃止することは困難」と消極的な姿勢を取ったことから、6月に決定された知的財産推進計画で「現状を検証し、代替手段の採用を含めた検討を実施する」と、大幅に後退した表現で項目が追加された。

#### 沿革
- 1919年 - 大手出版取次の主導で雑誌定価販売制が成立する。これ以降雑誌の返品が増える。
- 1931年 - 返品対策のため、雑誌に時限再販（1年）を導入する。
- 1947年 - 独禁法が制定され、再販行為が禁止される。
- 1953年 - 独禁法が改正され、再販制度が導入される。
- 1978年 - 公取委の橋口収委員長が、再販制度見直しの検討を始めると発言する[注 5]。
- 1979年 - 全国レコード商組合連合会事件。音楽業がポイントサービスを解禁する。
- 1980年 - 「新再販制」が導入される。
  - 公取委の行政指導で音楽・出版業の再販契約が柔軟化され、部分再販や時限再販の採用が容易になった。しかし新再販制の理解が進まず取次は利点が無く、出版社は大手取次や書店組合からの圧力を受けてまで採用するほどの利点が無く、採用は進まなかった。
- 1991年 - 公取委が「政府規制等と競争政策に関する研究会」を発足する。
- 1992年
  - 公取委が指定再販商品の取り消しと音楽ソフトの再販見直しを提言する。
  - 音楽メーカー各社が、音楽ソフトに時限再販（2年）を導入する。
- 2001年 - 公取委が「著作物再販制度の見直しについて」を公表し、再販制度は競争政策の観点からは廃止すべきだが、国民的合意が形成されるに至っていない状況にあることから、制度は当面存置するも、弾力的運用を促すことにより一般消費者の利益の向上を図ることとされた[6]。
  - 以後、意見交換の場として著作物再販協議会が設置されて年に1 - 2回程度開催されている。出版業界にポイントサービス導入や時限再販対象品目の拡大を求める意見が相次ぐも、日本書店商業組合連合会（日書連）はこれを拒否する。
- 2004年
  - 日書連が、従来の姿勢を転換してポイントサービスの受け入れを表明する。
  - 公取委が、CDなどの再販商品にDVDなどの非再販商品をセットにして定価販売することは違法と指摘する。一部メーカーは、「初回限定盤」などを除きDVD付き音楽ソフトの発売を止める。
- 2010年
  - 公取委が2008年度を最後に休止状態だった著作物再販協議会を正式に廃止し、「新聞」、「書籍・雑誌」、「音楽用ＣＤ」の３業種別に、業界の現状などをヒアリングする形式に変更することを決めた[7]。

#### 指定価格制度
2020年からパナソニックを皮切りに一部の電機メーカーにおいて、家電製品の「指定価格制度」が導入されている。これは製品の発売から一定期間が経過すると、製品の価格を値下げしなければならない。この為、各メーカーではあまり機能が変わっていなくても新製品を発売するという消耗戦を強いられる悪循環に陥っていた。そこで独占禁止法に抵触しないために販売店に対して、返品することを条件として、メーカーが製品の価格を指定することが出来るようにこの制度が生み出された。
これにより、家電メーカーにおいては製品のマイナーチェンジにおける労力を革新的な製品の開発に振り向くことが出来るほか、販売店にとっても商品が売れ残ったり、在庫を抱えることを無くすことが出来るメリットがある。その一方で、商品の値引きやポイント還元などが一切出来なくなるため、消費者が指定価格の商品を割高に感じたり、市場価格の変動に追随できにくくなることから、指定価格制度が導入されていない他社にシェアを奪われるデメリットも指摘されている。

### イギリス
イギリスは、イギリス出版協会が1899年に「定価本協定」(NBA) を採択して以後、定価販売が行われる。1956年に制限的取引慣行法が制定されてカルテルや再販の共同実施が禁じられたが、裁判所は定価本協定を適用除外とすることを認めた。
定価本協定の概略を下記
- 最終仕入れから12ヶ月経過し、かつ出版社に対して原価または卸値のいずれか低い価格での返本を申し入れそれが断られた場合、値引き販売できる（時限再販）。
- 出版協会が承認した図書館や大量購入者に値引き販売ができる（適用除外）。

1980年代後半から大手書店や出版社が再販制度に反対して公然と値引き販売を始め、1995年に、「再販制度の容認当時と状況が変化した」として政府が書籍再販制度の廃止を裁判所に求め、大手出版社3社が定価本協定から脱退し、再販の維持が困難になった。1997年に裁判所が出版物の再販契約を違法とする判断を下し、制度が破綻した。
現在の取引形態は返品条件付売買が中心である。
再販制度廃止後も出版点数・売上高とも伸びている。

### フランス
フランスは1892年に書籍の定価販売協定が結ばれたが、1953年にいわゆる独占禁止法が制定され、中高級香水などの化粧品類を除外して、再販行為は原則禁止された。
その後も多くの書籍は、希望小売価格である推奨価格で販売されたが、1974年から大手書店が値引きを開始し、自由価格制と固定価格制で議論された。出版社組合は再販制度の導入を希望し、書店組合は、売価を定めなければ大手書店が値引きを止めると考えてオープン価格制または推奨価格制を支持した。
1979年に書籍のオープン価格制度が導入された（モノリー布告）が、希望小売価格の表示禁止など極端な規制が導入されて混乱が多発し、1982年に書籍再販制度が成立した。
書籍再販制度の概略を下記
- 定価販売、書籍は定価を表示すること。
- 新刊でも定価の5%までは値引き販売が可能（値幅再販）
- 刊行後2年経過かつ最終仕入から6ヶ月経過した書籍は値引き販売が自由（時限再販）
- 行政団体や教育機関、公共図書館などに対しては値引き販売が自由（適用除外）

一方で貸本屋が繁盛している。

### ドイツ
ドイツは19世紀からたびたび書籍の定価販売が試みられたが効果が上がらず、1888年に書籍商組合によるカルテルで定価販売が実施された。
その是非について、1903年に学者と出版人との間で激しい「書籍論争」が起こっている。これは現金払いの割引率に端を発して、定価販売や書籍商組合のカルテル行為に対する批判にまで発展したものであり、ドイツ大学学長会議は読者の利益を守るために大学保護協会を設立して、書籍商組合の在り方を厳しく批判している。
1957年に競争制限禁止法が制定されてカルテルや再販は禁じられたが、商標品と出版物の再販行為は適用除外となった。出版物の範囲は書籍・雑誌・新聞とされている。
再販の概略を下記
- 定価販売
- 出版社がシリーズ価格、大量取引価格、予約注文価格、定期刊行物の割引価格、別冊発行の優待価格、交換価格、団体への特別価格を設定できる
- 教科書の公的・準公的購入者に対しては出版社が決めた割引価格で販売する

ドイツ語圏のオーストリアやスイスからの購入は、EU指令で再販が不適用とされて近年はネット書店の売上が増加している。

### 韓国
韓国は、1977年に書店が共同して定価販売を始め、1980年に図書定価制が成立した。
2001年に電子商取引を振興する目的でネット取引が再販の適用除外となり、以後ネット書店が値引き販売合戦を激化させて多数の書店が廃業した。
2002年に出版及び印刷振興法が成立し、
- 発行から1年以上経過した書籍は値引き販売が可能（時限再販）
- ネット書店は10%までの値引き販売が可能（値幅再販）

となったが、大型書店は限定的でネット書店の販売量が増加している。
2005年に辞典などの実用書籍が、2007年に小学生向けの参考書が制度の対象外となり、2008年に完全に廃止された。
2014年には「出版文化産業振興法」が改定され、
- 発行から18ヶ月以上経過した書籍は定価の変更が可能
- 書店は定価の10％まで値引き販売が可能
- 値引きとポイントの合計は定価の15％以下であること

となった。
2018年には出版業界で新たな協約が施行、電子書籍のレンタル期間が最長90日に短縮された。